# Lida Gustava Heymann
Lida Gustava Heymann, född 15 mars 1868 i Hamburg, död 31 juli 1943 i Zürich, var en tysk feminist.
Tillsammans med Anita Augspurg och Minna Cauer bildade Heymann 1902 Deutscher Verband für Frauenstimmrecht.

## Biografi
Lida Gustava Heymann föddes in i en rik familj i Hamburg. När hennes far dog 1896 kämpade hon i flera år med att hävda sin rätt till förvaltandet av hans egendom, vilket varit hans önskan. Med arvet drev hon ett soppkök för arbetande kvinnor, som var så framgångsrikt att hon köpte ett hus och utökade verksamheten till ett kvinnocenter.
Lida Heymann och Anita Augspurg träffades vid en kvinnokongress 1896. År 1907 började de tillsammans driva ett jordbruk i Bayern.
På Internationella Kvinnokongressen i Haag 1915 var Heymann sekreterare och tolk för den internationella kongresskommittén, där hon tillsammans med Anita Augspurg satt som representanter för Tyskland.
Heymann utvisades 1917 från Bayern eftersom hon var radikalpacifist. Vid det nazistiska maktövertagandet 1933 lämnade hon tillsammans med Augspurg Tyskland och de bosatte sig då i Zürich. Deras memoarer Erlebtes – Erschautes utkom först 1972.